# 露水河镇
露水河镇，是中华人民共和国吉林省白山市抚松县下辖的一个乡镇级行政单位。

## 行政区划
露水河镇下辖以下地区：
站西社区、河北社区、东山社区、北山社区、红卫社区、西山社区、砬子河村、长胜村、新兴村、东胜村和清水河村。